# Eucalyptus phoenicea
Espèce
Classification phylogénétique
Eucalyptus phoenicea est une espèce de plantes à fleurs de la famille des Myrtaceae. C'est un arbre endémique du Nord de l'Australie. Il a été décrit pour la première fois par Ferdinand von Mueller en 1859.

## Distribution
L'arbre est endémique du nord de l'Australie, dans le Queensland, le Territoire du Nord et en Australie-Occidentale.